# Mistrzowie strongman: Islandia
Mistrzowie strongman: Islandia (Sterkasti Maður Íslands) – doroczne, indywidualne zawody siłaczy, organizowane na Islandii od 1985 r.

## Mistrzowie
| Rok  | Mistrz               |
| ---- | -------------------- |
| 1985 | Jón Páll Sigmarsson  |
| 1986 | Magnús Ver Magnússon |
| 1987 | Jón Páll Sigmarsson  |
| 1988 | Magnús Ver Magnússon |
| 1989 | Magnús Ver Magnússon |
| 1990 | Jón Páll Sigmarsson  |
| 1991 | Jón Páll Sigmarsson  |
| 1992 | Jón Páll Sigmarsson  |
| 1993 | Magnús Ver Magnússon |
| 1994 | Magnús Ver Magnússon |
| 1995 | Magnús Ver Magnússon |
| 1996 | Magnús Ver Magnússon |
| 1997 | Magnús Ver Magnússon |
| 1998 | Magnús Ver Magnússon |
| 1999 | Gunnar Þór           |

| Rok  | Mistrz                    | Wicemistrz                | Drugi Wicemistrz               |
| ---- | ------------------------- | ------------------------- | ------------------------------ |
| 2000 | Gunnar Þór                | Torfi Ólafsson            | Auðunn Jónsson                 |
| 2001 | Magnús Ver Magnússon      | Magnús Magnússon          | Kristinn Óskar Haraldsson      |
| 2002 | Magnús Magnússon          | Auðunn Jónsson            | Grétar Guðmundsson             |
| 2003 | Benedikt Magnússon        | Auðunn Jónsson            | Grétar Guðmundsson             |
| 2004 | Magnús Ver Magnússon      | Benedikt Magnússon        | Auðunn Jónsson                 |
| 2005 | Kristinn Óskar Haraldsson | Adrian Rolinson           | Guðjón Þ. Gíslason             |
| 2006 | Benedikt Magnússon        | Stefán Sölvi Pétursson    | Georg Ögmundsson               |
| 2007 | Benedikt Magnússon        | Georg Ögmundsson          | Pétur Bruno Sch. Thorsteinsson |
| 2008 | Stefán Sölvi Pétursson    | Páll Logason              | Grétar Guðmundsson             |
| 2009 | Stefán Sölvi Pétursson    | Kristinn Óskar Haraldsson | Páll Logason                   |